# سخونهوفن
سخونهوفن Schoonhoven  هي مدينة وبلدية سابقة غرب هولندا، في مقاطعة جنوب هولندا. تم دمجها عام 2015 في بلدية كرمبنيرفارد

## معرض الصور

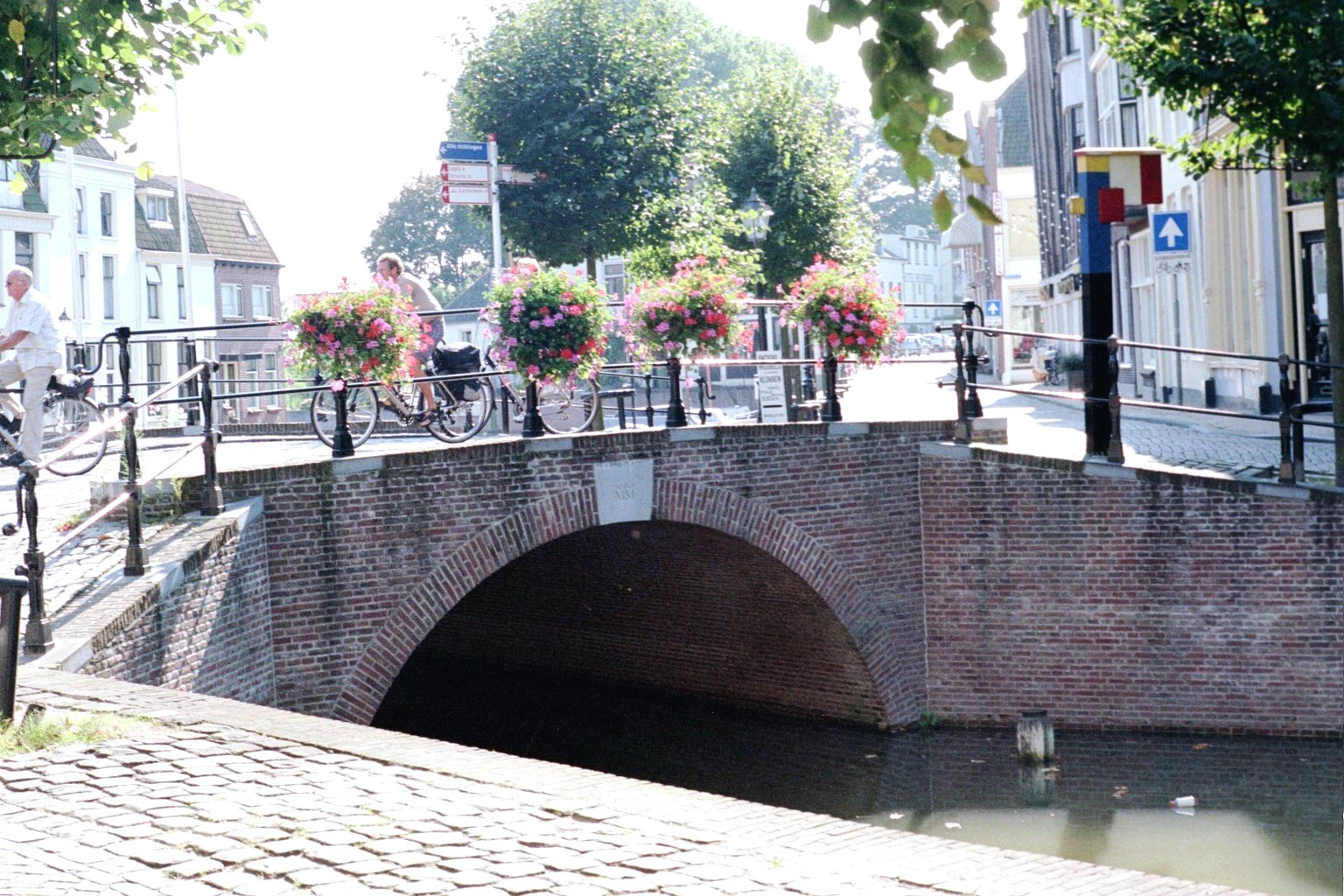
سخونهوفن، هولندا
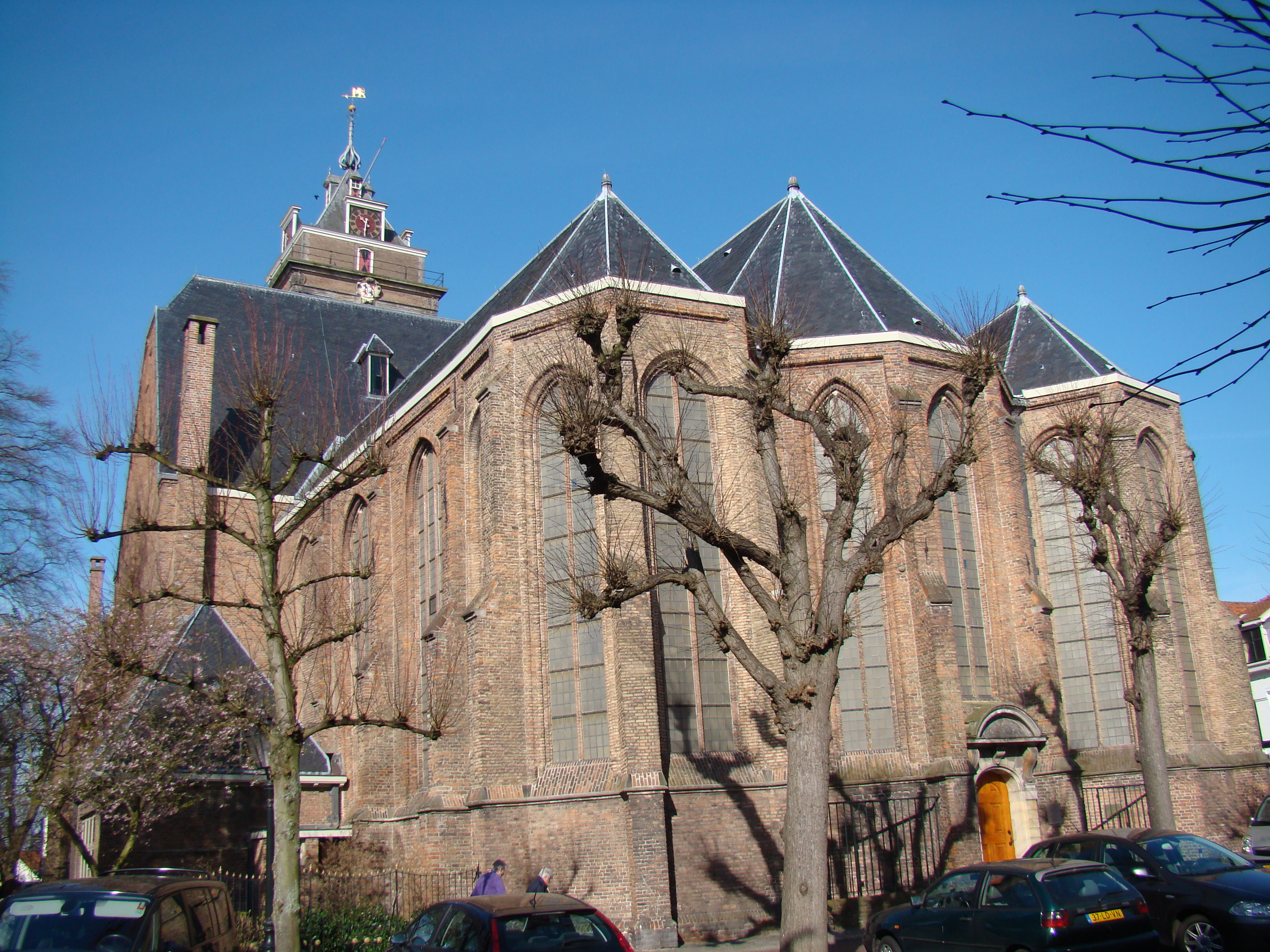
كنيسة بارتلوميوس Bartholomeuschurch
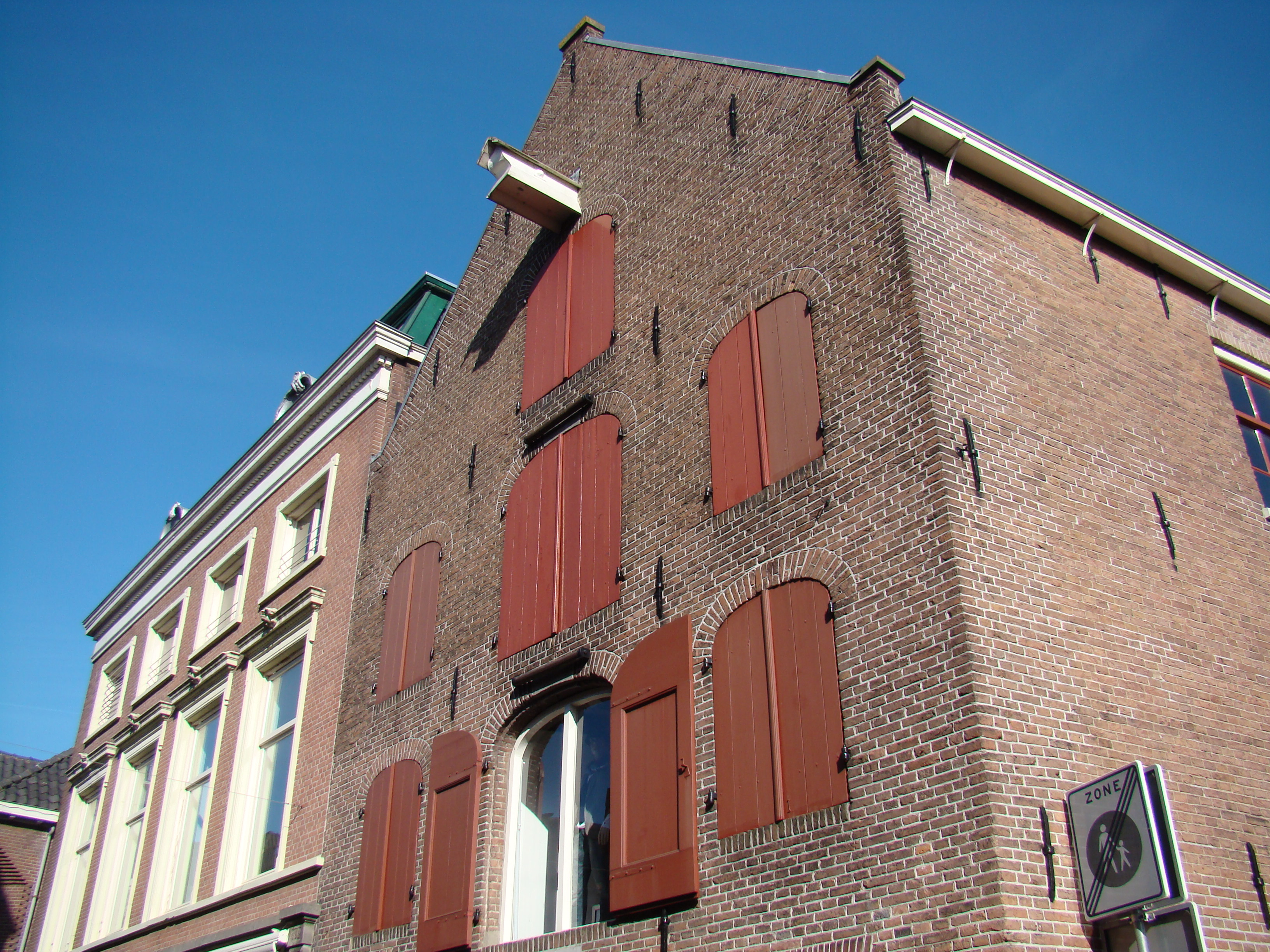
مستودع قديم
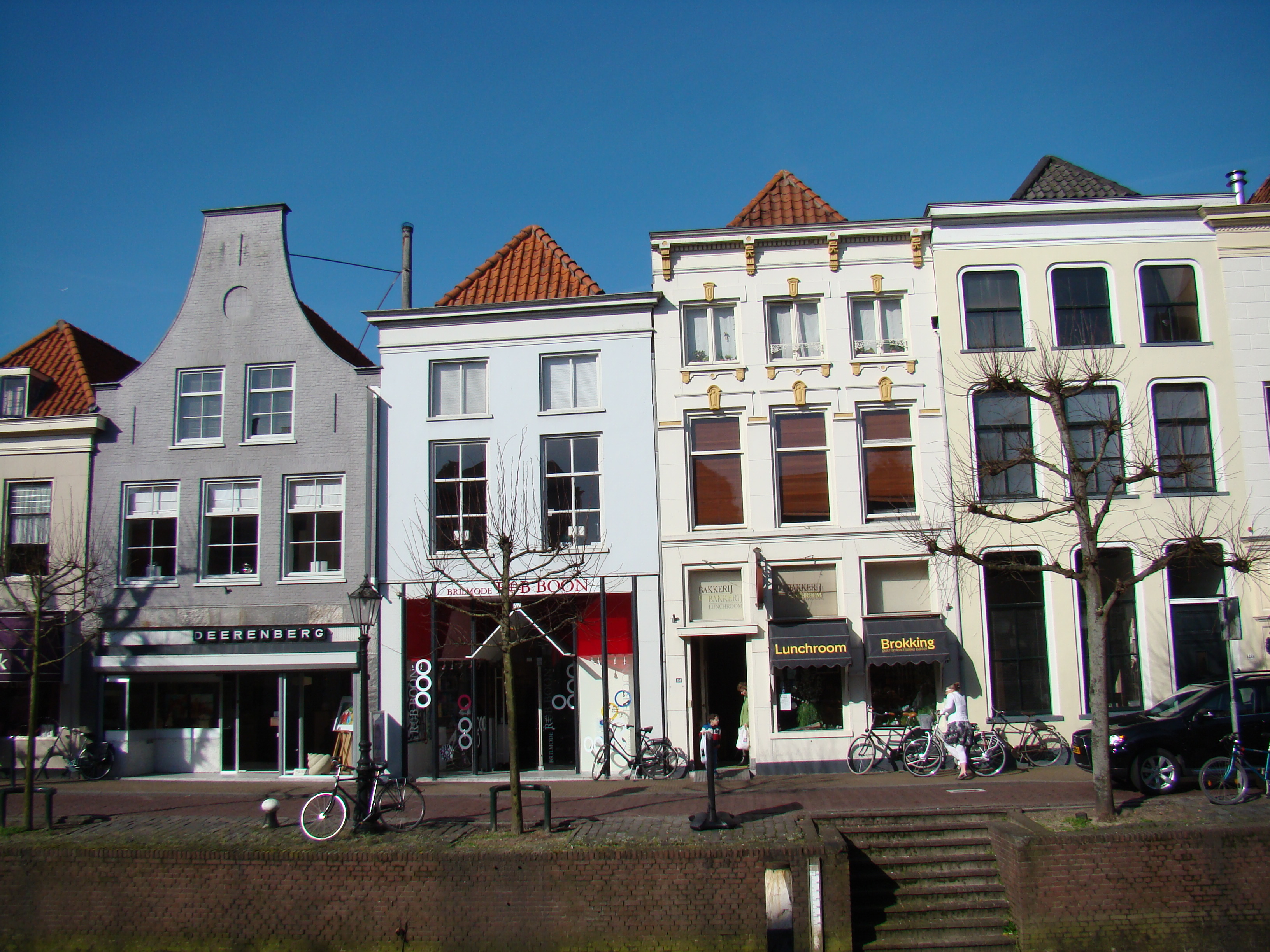
بيوت القناة Canalhouses
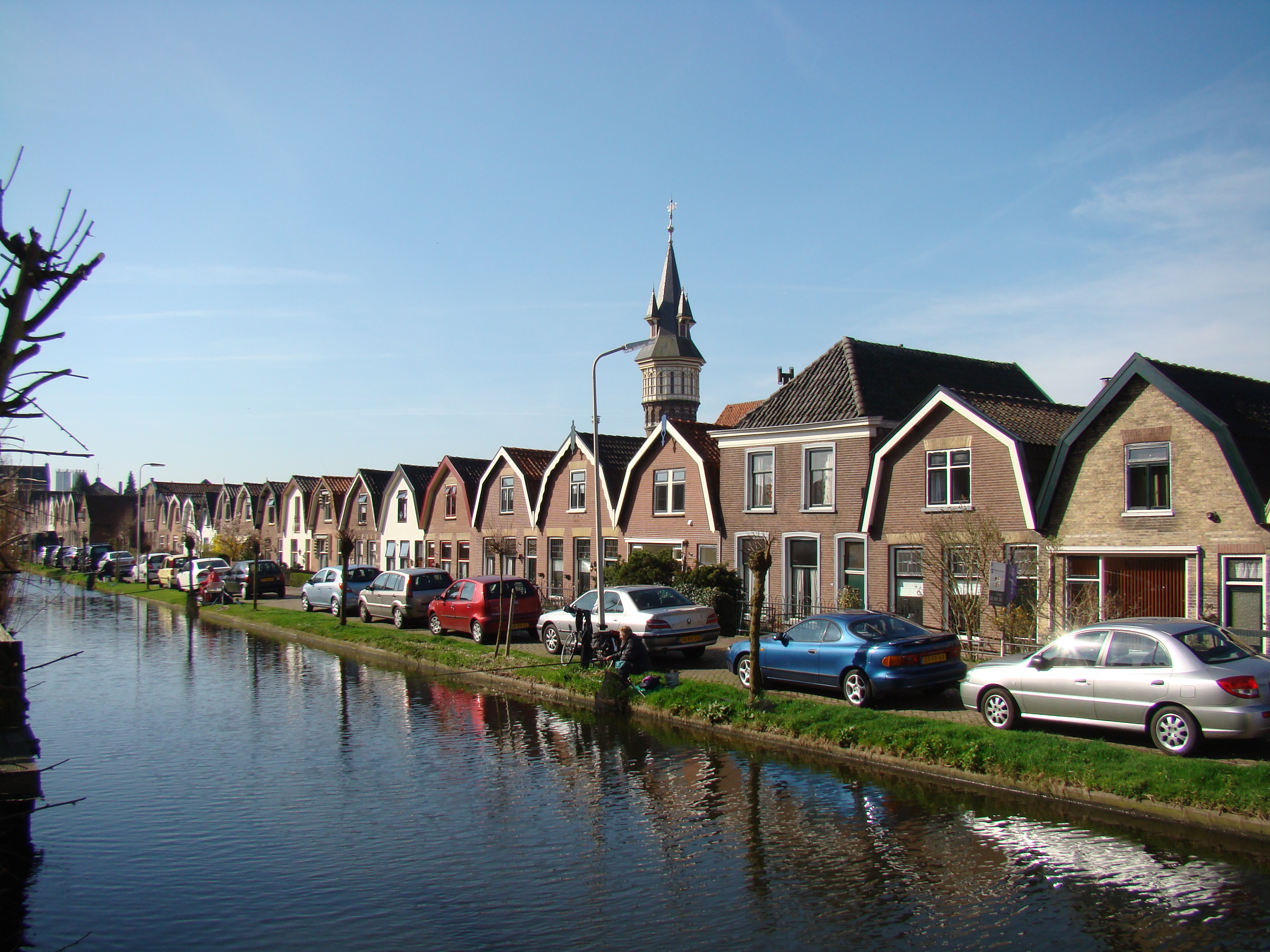
ترعة Gracht
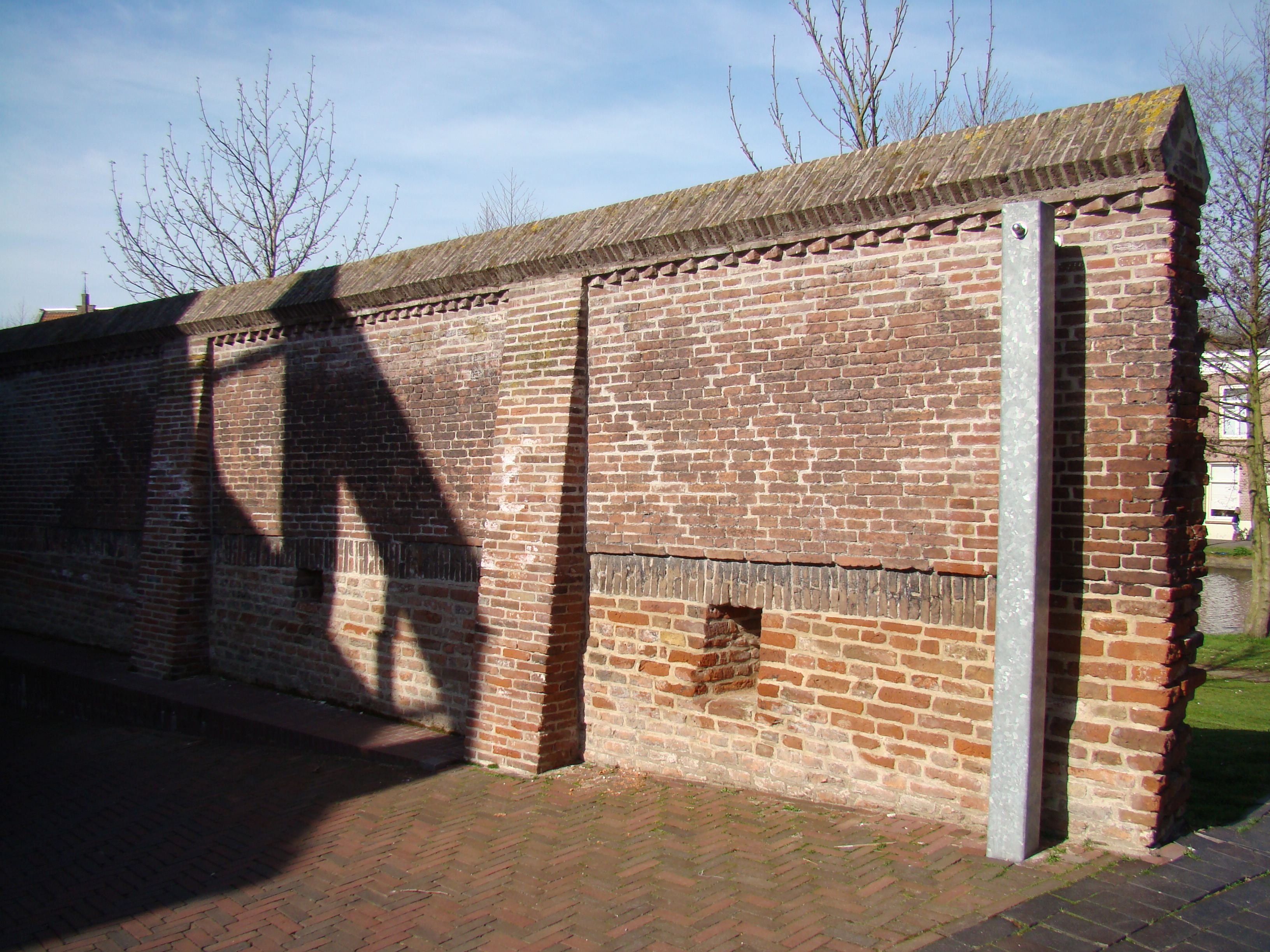
حائط المدينة
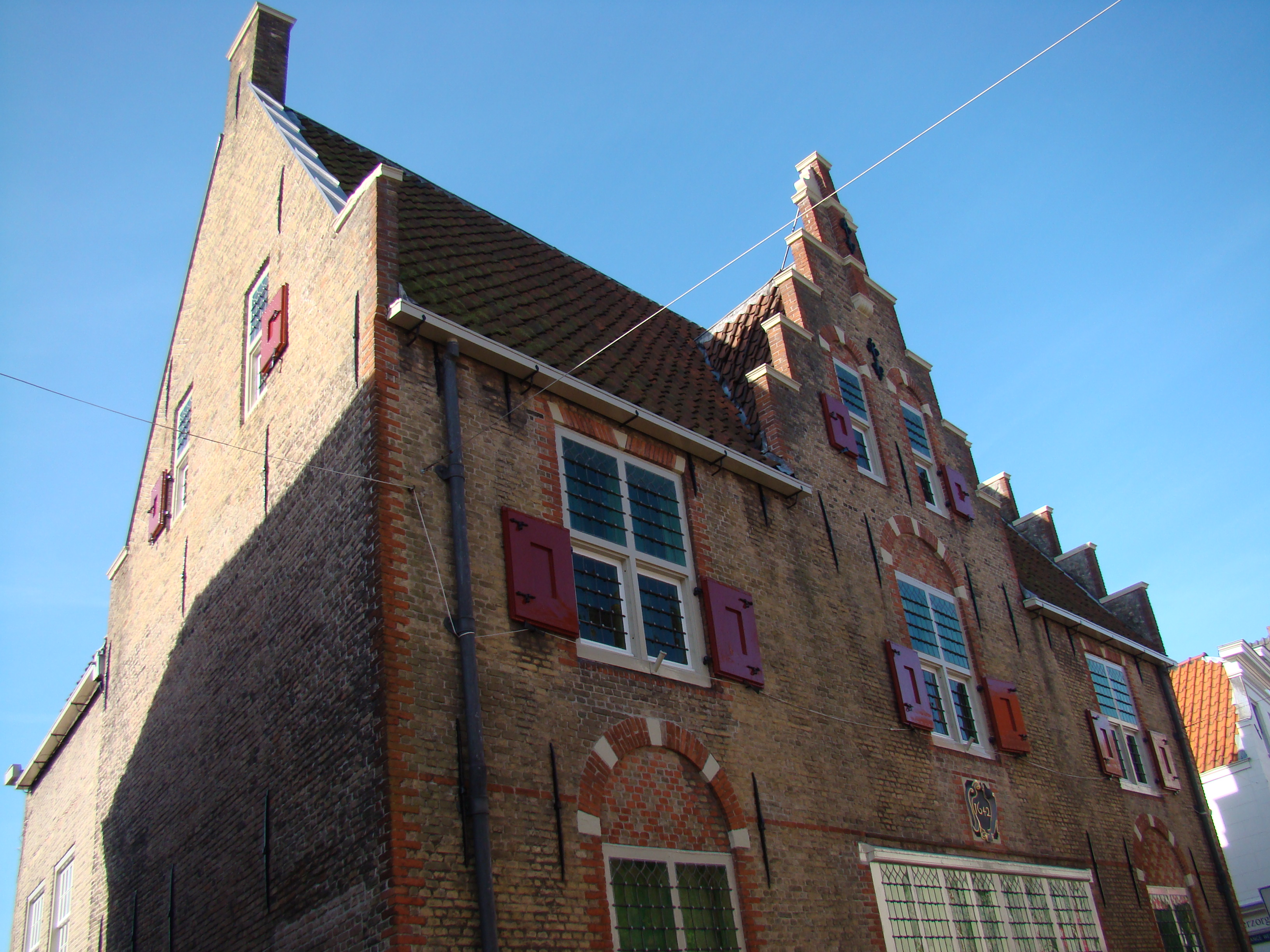
منزل من القرن السابع عشر
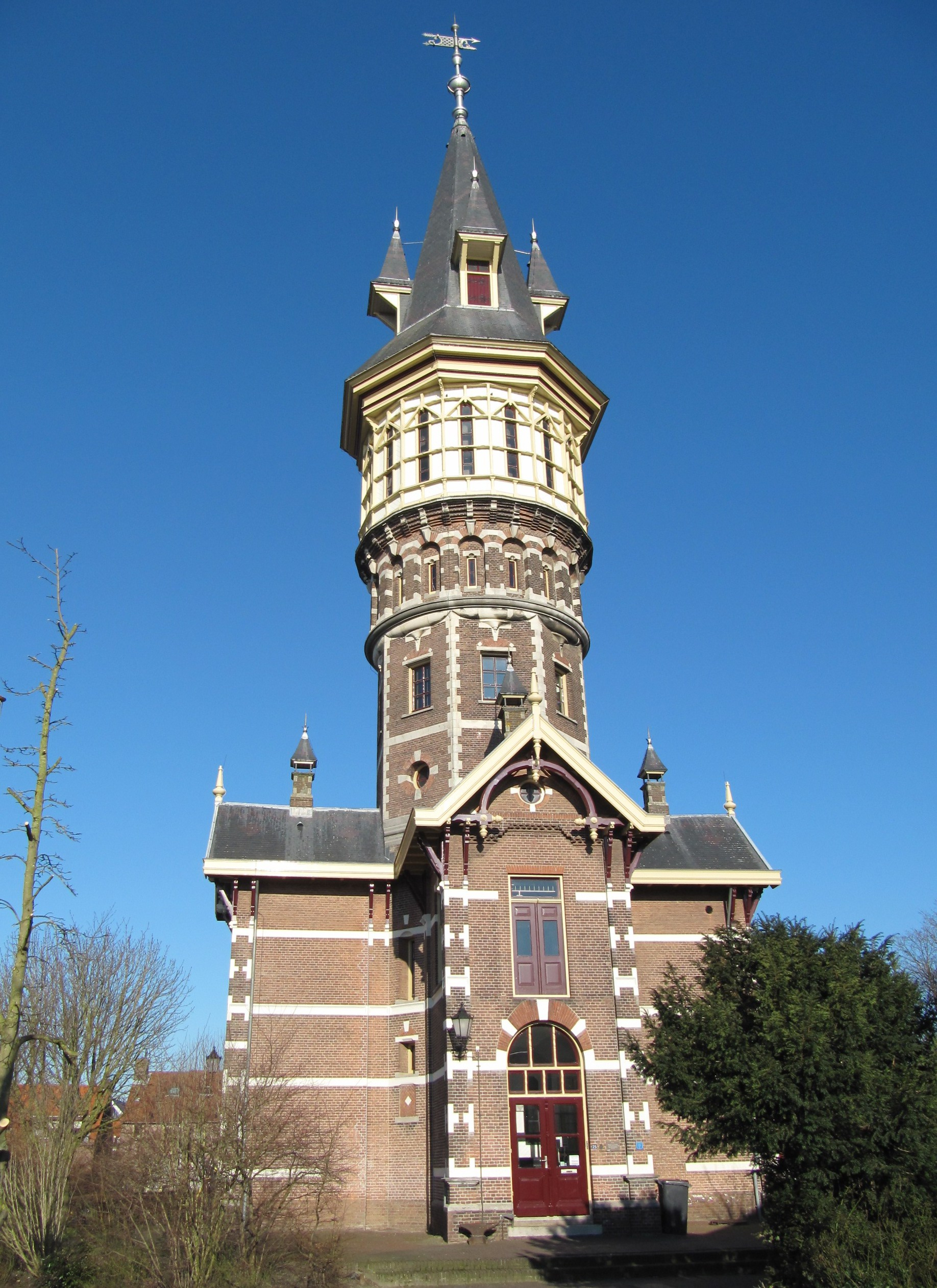
برج مياه سخونهوفن
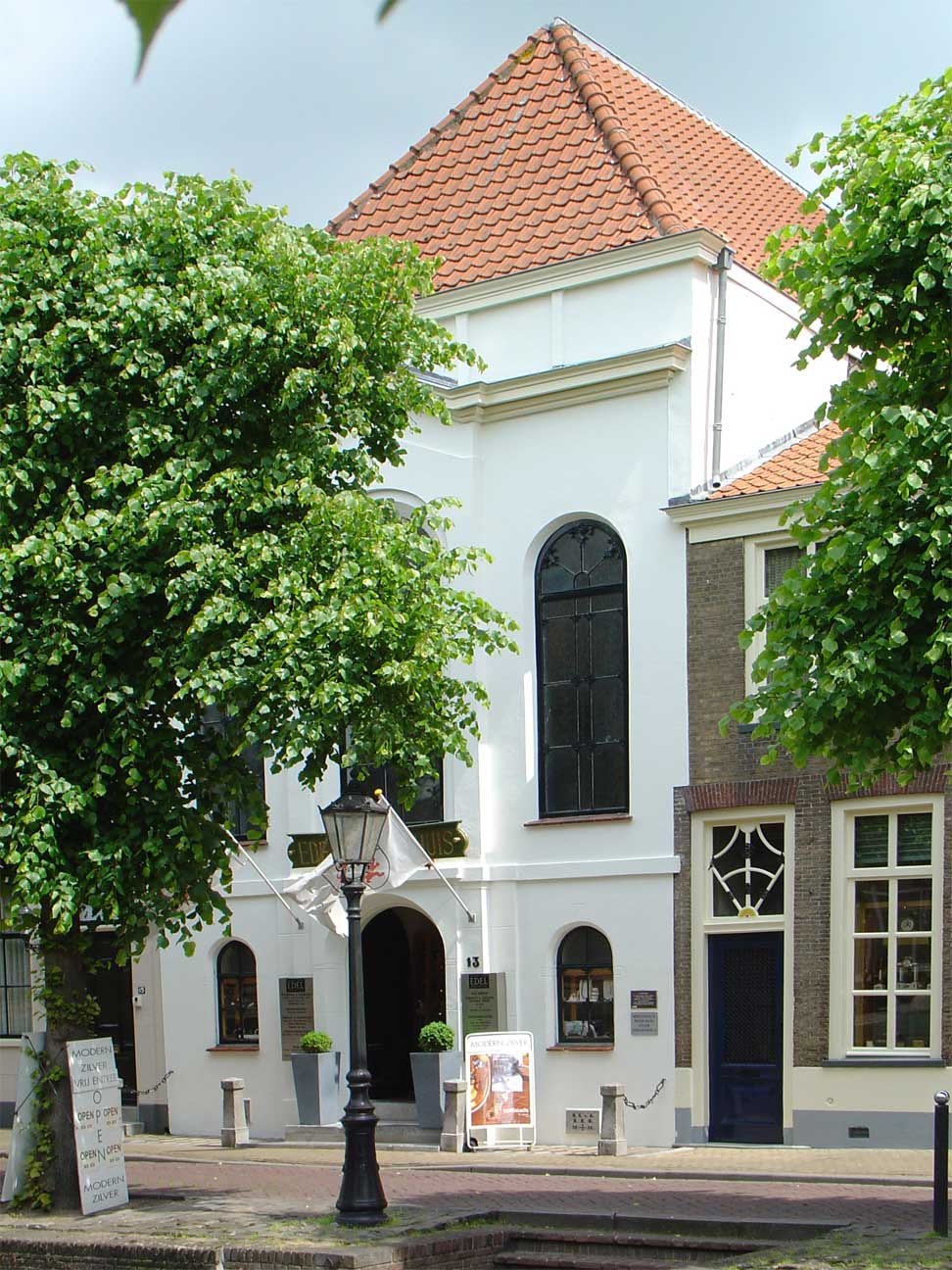
معبد سخونهوفن اليهودي
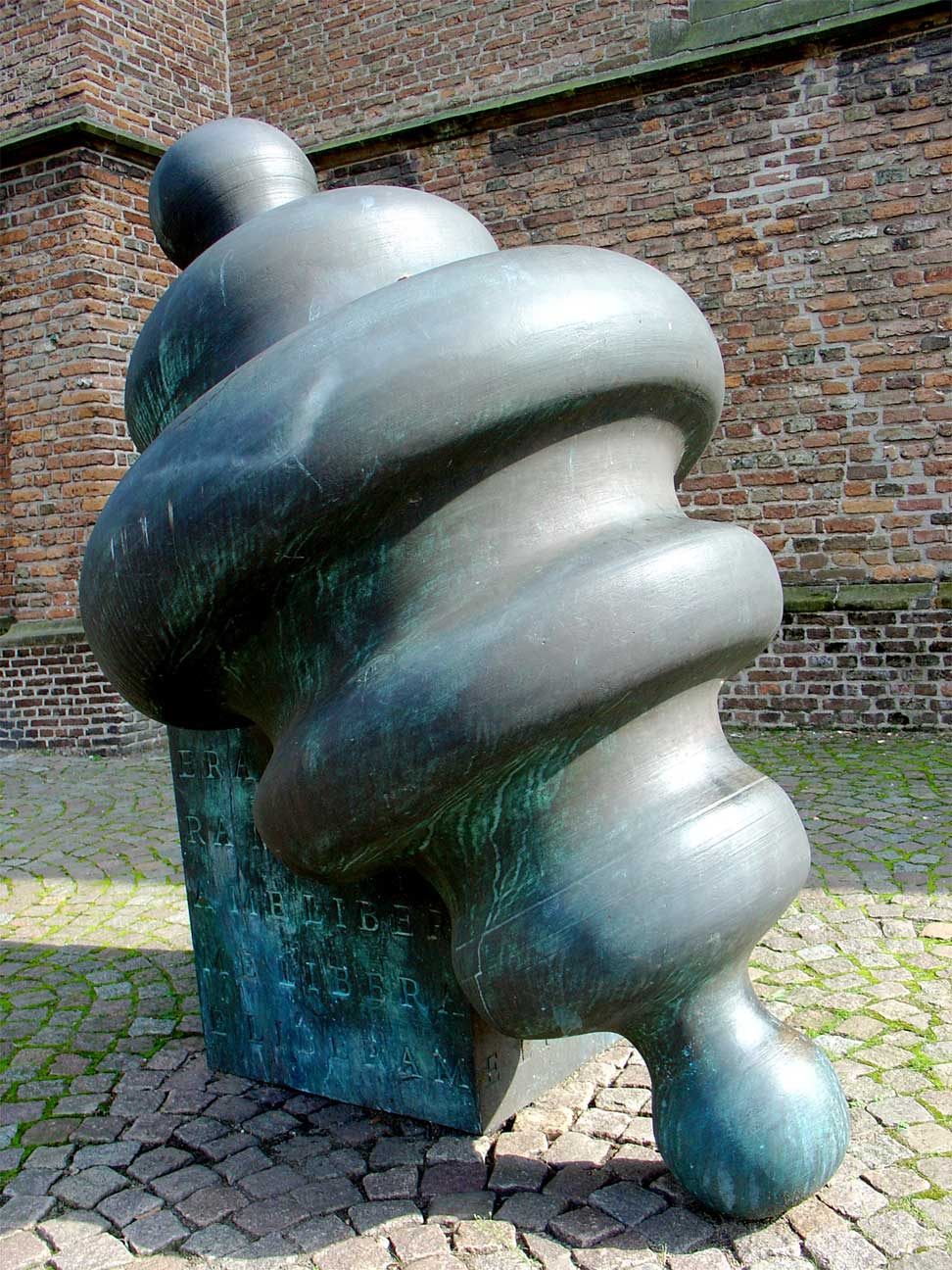
"حررني Libera me" للنحات دوروثي يوهول Dorothé Jehoel
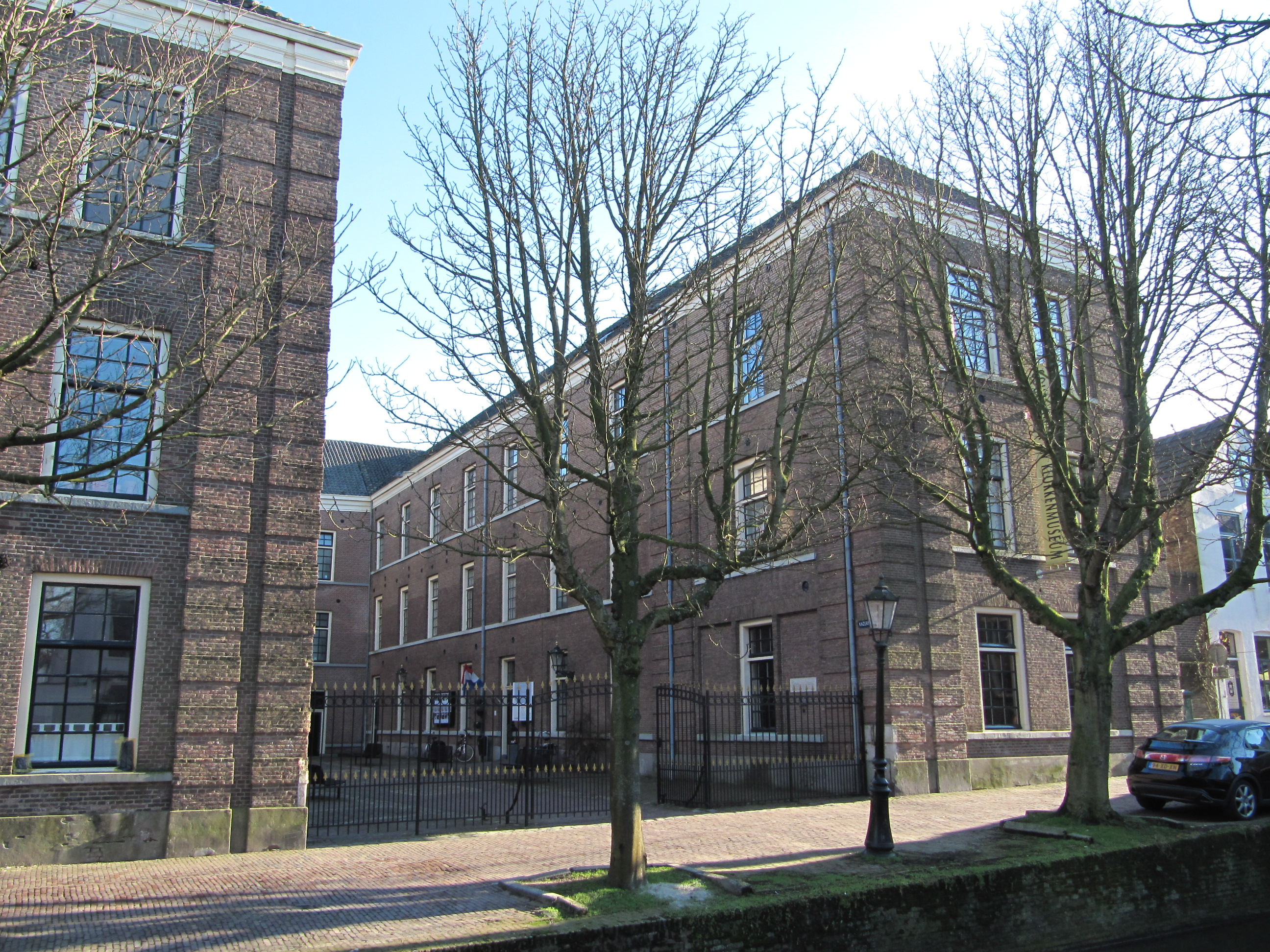
المتحف الهولندي الفضي Nederlands ZILVERMUSEUM Schoonhoven